# Pecineaga
Pecineaga est une commune du județ de Constanța en Roumanie.